# Storia ecclesiastica (Evagrio Scolastico)
La Storia ecclesiastica, scritta da Evagrio di Cesarea, detto anche lo "Scolastico", e composta da sedici libri, è una storiografia accorta e mirata dei fatti accaduti attorno alla fine del V secolo e l'inizio del VI secolo.
Di vitale importanza per i cultori del diritto, quest'opera storiografia offre forti spunti in particolare riguardo a pratiche come la recusatio imperii oppure la designazione, da parte della vedova Augustea dell'imperatore, del futuro imperatore: in genere tale scelta era accompagnata dal matrimonio della vedova col designato al trono.
Altra nota da sottolineare è lo stile dello scrittore mai impreciso e sempre puntuale; da notare il ricorso alla tecnica del flashback; non mancano forti accenti polemici nei confronti dei sovrani del tempo.
| Controllo di autorità | VIAF (EN) 296114344 · BAV 492/7141 · LCCN (EN) n83301213 · GND (DE) 7565955-4 · BNF (FR) cb13592094z (data) · J9U (EN, HE) 987007350371105171 |